# Circonscription de Degehamdo
La circonscription de Degehamdo est une des 23 circonscriptions législatives de l'État fédéré Somali, elle se situe dans la Zone Degehabur. Son représentant actuel est Abduqader Ali Ibrahem.